# Robert Fisk
 Der er for få eller ingen kildehenvisninger i denne artikel, hvilket er et problem. Du kan hjælpe ved at angive troværdige kilder til de påstande, som fremføres i artiklen.

Robert Fisk (født 12. juli 1946, død 30. oktober 2020) er engelsk forfatter og journalist. Han har været korrespondent for The Independent siden 1989. Fisk talte arabisk og var en af få vestlige journalister, der interviewede Osama bin Laden. Det gjorde han tre gange mellem 1993 og 1997. Han publicerede en bog i 2005, hvor kan kritiserer vestens tilgang til konflikterne i Mellemøsten kaldet The Great War for Civilisation.

Robert Fisk døde af et slagtilfælde i sit hjem d. 30. oktober 2020 i en alder af 74 år.